# Labraq
Labraq, Abraque[carece de fontes?], Labraque[carece de fontes?] ou Labrague[carece de fontes?] (em árabe: الأبرق; romaniz.: Al Abraq/Abrag) é uma localidade na Líbia, no distrito de Derna. A Formação de Labraq, uma sequência de carbonato que representa separado ciclo de sedimentação e que está transgressivamente superando as camadas superiores datadas do Cretáceo, foi assim nomeada em sua homenagem. Ela também deu nome a uma caverna da região (de 92 metros) visitada por uma equipe húngara em 1980.

## História
A leste de Labraq foi encontrado um busto de mármore, danificada no lado esquerdo. Em 12 de novembro de 2014, carros-bomba explodiram em Bengasi, Tobruque e no Aeroporto de Labraq; 4 pessoas foram mortas e 6 feridas. Talvez estavam ligados à expansão do Estado Islâmico. Em abril de 2016, 3 soldados morreram e outros 4 ficaram feridos numa explosão de helicóptero em Labraq. Em fevereiro de 2017, a base aérea de Labraq estava sob controle das forças de Califa Haftar. Em março, várias mulheres foram impedidas de viajar de avião por estarem desacompanhadas por um miram (marido, irmão ou filho). Em abril, uma proibição oficial impediu o pouso de passageiros do Iêmem, Sudão, Bangladexe, Paquistão, Irã e Síria.